# Quelle famille ! (série télévisée, 1965)
Pour les articles homonymes, voir Quelle famille.
Ne pas confondre avec Quelle famille!, une série télévisée québécoise des années 1960 et 1970.
Quelle famille ! est un feuilleton télévisé français en 26 épisodes de 13 minutes, en noir et blanc, réalisé par Roger Pradines sur un scénario de Jean Nocher, et diffusé à partir du 31 mai 1965 sur la première chaîne de l'ORTF .

## Synopsis
Ce feuilleton met en scène les mésaventures de la famille Anodin.

## Distribution
- Jacques Morel : M. Anodin
- Simone Renant : Mme Anodin
- Muriel Baptiste : Martine Anodin
- François Nocher : François Anodin
- Hélène Dieudonné : grand-mère Anodin
- Mary Marquet : tante Léa
- Danièle Évenou : Cloclo
- Jacques Monod : Flambergeau
- Patrick Préjean : Kiki
- Angelo Bardi
- Jacques-Henri Duval
- Bernard Fresson

## Commentaires
Un autre feuilleton, La Famille Anodin, diffusé en 1956 mettait en scène les mêmes personnages.
Certaines scènes ont été tournées à Boussy-Saint-Antoine dans un lotissement tout juste achevé.